# Ryōta Moriwaki
Ryōta Moriwaki (jap. 森脇 良太, Moriwaki Ryōta; * 6. April 1986 in der Fukuyama) ist ein ehemaliger japanischer Fußballspieler.

## Karriere

### Verein
Ryōta Moriwaki erlernte das Fußballspielen in den Jugendmannschaften von Sanfrecce Bingo Jr. Youth und Sanfrecce Hiroshima. Seinen ersten Vertrag unterschrieb er 2005 bei Sanfrecce Hiroshima. Der Verein aus Hiroshima, einer Hafenstadt im Südwesten der japanischen Hauptinsel Honshū in der gleichnamigen Präfektur Hiroshima, spielte in der ersten Liga des Landes, der J1 League. Die Saison 2006 und 2007 wurde er von dem Zweitligisten Ehime FC ausgeliehen. 2008 kehrte er nach der Ausleihe nach Hiroshima zurück. Mittlerweile spielte der Verein in der zweiten Liga, nachdem man 2007 abgestiegen war. 2008 wurde er Meister der J2 League und stieg direkt wieder in die erste Liga auf. 2010 stand er im Finale des J. League Cup, das man jedoch mit 5:3 gegen Júbilo Iwata verlor. 2012 feierte er mit Hiroshima die japanische Fußballmeisterschaft. Nach der Meisterschaft verließ er den Club und schloss sich dem Ligakonkurrenten Urawa Red Diamonds an. 2013 und 2016 stand er mit den Reds im Finale des J. League Cup. 2013 verlor man das Endspiel gegen Kashiwa Reysol mit 1:0, 2016 gewann man das Finale gegen Gamba Osaka im Elfmeterschießen. Im Kaiserpokal stand man 2015 und 2018 im Finale. 2015 verlor man gegen Gamba Osaka, 2018 gewann man gegen Vegalta Sendai. Die Vizemeisterschaft feierte er 2014 und 2016. Für die Reds absolvierte er 185 Erstligaspiele. 2020 wurde er vom Zweitligisten Kyōto Sanga aus Kyōto unter Vertrag genommen. Mit dem Verein feierte er Ende 2021 die Vizemeisterschaft und den Aufstieg in die erste Liga. 23-mal stand er für Kyōto in der zweiten Liga auf dem Spielfeld. Nach dem Aufstieg verließ er den Verein und unterschrieb im Januar 2022 einen Vertrag beim Drittligisten Ehime FC. Am Ende der Saison 2023 feierte er mit Ehime die Drittligameisterschaft und den Aufstieg in die zweite Liga. Nach der Saison 2024 beendete er seine Karriere als Fußballspieler.

### Nationalmannschaft
Ryōta Moriwaki spielte dreimal in der japanischen Fußballnationalmannschaft.

## Erfolge
Sanfrecce Hiroshima
- Japanischer Zweitligameister: 2012
- Japanischer Ligapokalfinalist: 2010
- Japanischer Meister: 2012
- Japanischer Supercupsieger: 2008

Urawa Red Diamonds
- AFC-Champions-League-Sieger: 2017
- Japanischer Ligapokalsieger: 2016
- Japanischer Pokalsieger: 2018
- Japanischer Vizemeister: 2014, 2016

Kyoto Sanga FC
- Japanischer Zweitligavizemeister: 2021  ▲

Ehime FC
- Japanischer Drittligameister: 2023  ▲